# ليستير إستيل الثاني
ليستير إستيل الثاني (بالإنجليزية: Lester Estelle II)‏ هو طبال أمريكي، ولد في 28 أبريل 1981 في الولايات المتحدة.

## وصلات خارجية
- الموقع الرسمي